# جيمس ويست (صحفي أمريكي)
جيمس ويست (بالإنجليزية: James West)‏ هو طبيب نفسي وصحفي وجراح أمريكي، ولد في 29 مارس 1914، وتوفي في 24 يوليو 2012.